# La magia de los Parchís
 La magia de Los Parchís es una película de Argentina filmada en Eastmancolor dirigida por Adrián Quiroga sobre su propio guion escrito en colaboración con Víctor Proncet que se estrenó el 7 de enero de 1982 y tuvo como actores principales a Los Parchís, Javier Portales, Raúl Rossi, Nelly Beltrán y Maurice Jouvet. Doris Petroni tuvo a su cargo la coreografía.

## Sinopsis
Un mago con una nieta huérfana vive en un teatro, donde un grupo de chicos cantantes españoles, vienen a dar conciertos. La presencia de "Los Parchís" ayudan al gran mago Gundin a recuperar su confianza en sus presentaciones y darle un mejor nivel de vida a su nieta.

## Reparto
Colaboraron en la película los siguientes intérpretes:
- Los Parchís
  - Constantino Fernández Fernández …Tino
  - Yolanda Ventura Román…Yolanda
  - Gemma Prat Termens…Gemma
  - David Muñoz Forcada …David
  - Francisco Díaz Terez …Frank
- Javier Portales …Manolo
- Raúl Rossi …Gundín
- Nelly Beltrán …Josefa
- Maurice Jouvet …Villegas
- Matilde Mur …Betty González
- Juan Manuel Tenuta …Pepe
- Adrián Ferrario …Romeo
- El Mago Satany …Él mismo
- Karina Bolan…Luisa
- Juan Carlos Ricci …Camarero del hotel
- Felipe Méndez …Hindú con la araña
- Susana Nova
- Joaquín Cristel
- Marcelo Fontanals
- Alfredo Suárez …Médico
- Mario Sábato …Cameraman filmación
- Román Caracciolo …Asistente filmación
- Jorge Stavropulos …Sonidista filmación

## Comentarios
La Prensa escribió:

«El film está rodado correctamente aunque sin mayores preocupaciones…una vidriera más para seguir vendiendo.»

Clarín dijo:

«Más calmos que otras veces, Los Parchís protagonizan otro film de travesuras.»